# Lojo kantorsgård
Lojo kantorsgård (finska: Lohjan kanttorila) var en tjänstebostad för kantorer i Lojo församling. Byggnaden, som ägdes av Lojo församling, låg i Lojo centrum i Nyland. Stenbyggnaden färdigställdes år 1932 och den första kantorn som bodde på gården var Antero Lintuniemi med familj. Efter Lintuniemi var också kantorerna Erkki Muukkonen och Olavi Nieminen bebodda på Lojo kantorsgård.
I början av 2000-talet användes byggnaden för klubbverksamhet av församlingen. Ingen kantor bodde på gården. På våren 2023 informerade Lojo församling att församlingen vill riva kantorsgården som är i dålig skick. I december 2023 blev Lojo kantorsgård riven.